# Christo Zlatinski
Christo Evtimov Zlatinski (bulharsky Христо Евтимов Златински, * 22. ledna 1985, Goce Delčev, Bulharsko) je bulharský fotbalový obránce a reprezentant, který působí od léta 2015 v rumunském klubu CS Universitatea Craiova.

## Klubová kariéra
- PFK Pirin Blagoevgrad 2001–2005
- PFK Lokomotiv Plovdiv 2005–2007
- PFK Lokomotiv Sofia 2007–2010
- PFK Lokomotiv Plovdiv 2010–2013
- PFK Ludogorec Razgrad 2013–2015
- CS Universitatea Craiova 2015–

## Reprezentační kariéra
V A-mužstvu Bulharska debutoval 7. 10. 2011 v přátelském utkání v Kyjevě proti reprezentaci Ukrajiny (porážka 0:3).